# Saint-Hilaire-sur-Benaize
Saint-Hilaire-sur-Benaize es una comuna francesa situada en el departamento de Indre, en la región de Centro-Valle del Loira.

## Demografía
| 518 | 463 | 365 | 329 | 293 | 303 | 307 |
| Para los censos de 1962 a 1999 la población legal corresponde a la población sin duplicidades (Fuente: INSEE [Consultar]) |     |     |     |     |     |     |